# Fysik/kemi (skolefag)
Fysik/kemi er et fag i folkeskolen, og på HF. I faget indgår både kemi og fysik. Efter 9. klasse kan der aflægges Folkeskolens Afgangsprøve i faget og efter 10. klasse Folkeskolens 10-klasseprøve. På HF afholdes altid eksamen, således også i Fysik/kemi.
Faget omfatter emner inden for bl.a. atomer, syrer/baser, energi, dynamik, salte, elektricitet, mm.
Indtil skoleloven af 1993 lå hovedvægten på fysiske emner, men nu skal fysik og kemi vægtes ligeligt, og astronomi skal indgå. Efter skoleloven af 1958 startede undervisningen i faget, dengang også kaldet naturlære, i 6. klasse. Siden skoleloven af 1975 først i 7. klasse. Flere emner, der indgik i 6. klasse, indgår nu i natur/teknik i de mindre klasser.

## Eksterne links
- Danmarks Fysik- og Kemilærerforening, DFKF Arkiveret 5. juni 2013 hos  Wayback Machine

| Naturvidenskab | Spire Denne naturvidenskabsartikel er en spire som bør udbygges. Du er velkommen til at hjælpe Wikipedia ved at udvide den. |